# Asculumi csata (Kr. e. 209)
A három napon át zajló Asculumi csata Karthágó és a Római Köztársaság között zajlott i. e. 209-ben. Apuliától nem messze a háború tizedik évében nagy csatát vívtak, melyben egyik fél sem aratott döntő győzelmet.

## Fordítás
- Ez a szócikk részben vagy egészben  a   Battle of Canusium című angol Wikipédia-szócikk fordításán alapul.  Az eredeti cikk szerkesztőit annak laptörténete sorolja fel. Ez a jelzés csupán a megfogalmazás eredetét és a szerzői jogokat jelzi, nem szolgál a cikkben szereplő információk forrásmegjelöléseként.